# Savigniorrhipis
Savigniorrhipis is een geslacht van spinnen uit de familie hangmatspinnen (Linyphiidae).

## Soorten
De volgende soorten zijn bij het geslacht ingedeeld:
- Savigniorrhipis acoreensis Wunderlich, 1992